# Notropis buccula
Notropis buccula (tên tiếng Anh là Smalleye Shiner) là một loài cá vây tia thuộc họ Cyprinidae.
Loài này chỉ có ở Hoa Kỳ.